# Органи України
Органи України історично були частиною західно-європейської музичної християнської культури і до кінця 1920-х років встановлювалися переважно в католицьких і лютеранських церквах.
За роки радянської влади деякі церковні органи прийшли в неробочий стан, деякі з них були знищені. З початку 1970-х років органи почали встановлювати в світських органних залах. Як правило, для цих цілей переобладнувалися приміщення колишніх католицьких і православних церков і замовлялися нові інструменти. Таким чином, органні зали з'явилися в ряді міст Української РСР.
Після проголошення незалежності України від СРСР помітна тенденція повернення колишніх храмів віруючим з перенесенням з них органних залів. Наприклад, в 2008 році орган перенесли з сумського православного Троїцького собору в концертний зал філармонії. Станом на 2012 рік органні зали в Україні залишилися в православних храмах в Харкові, Дніпрі, Білій Церкві та Чернівцях.

## Список діючих органів в Україні
Даний список духових органів за замовчуванням відсортований і пронумерований за кількістю регістрів, потім за кількістю мануалів і роком виготовлення. Список не включає електронні аналогові і цифрові імітатори органу, а також не включає повністю всі невеликі навчальні духові органи, позитиви і портативи, що знаходяться в приватній власності, підрахунок яких утруднено.
Умовні позначення:
- НП — населений пункт.
- R/М/P — арабськими цифрами вказано кількість регістрів, римськими — кількість мануалів, «Р» свідчить про наявність педальної клавіатури.
- Рік — рік закінчення будівництва або ремонтних робіт.
- Фірма — фірма, що побудувала орган, а також фірми, які здійснили ремонт, реставрацію та/або реконструкцію інструменту.
- О — опус.
- П — примітка-виноска.

| №  | НП                    | Місце                                                                                    | R/М/P              | Рік              | Фірма                              | Країна                   | О    | П               |
| -- | --------------------- | ---------------------------------------------------------------------------------------- | ------------------ | ---------------- | ---------------------------------- | ------------------------ | ---- | --------------- |
| 1  | Ялта                  | Центр органної музики «Лівадія»                                                          | 65/IV/P 77/IV/P    | 1998 2014        | Владимир Хромченко                 | Ялта                     |      | [ n 2 ] [ n 3 ] |
| 2  | Харків                | Органний зал Харківська обласна філармонія                                               | 72/IV/P            | 2016             | A. Schuke                          | Потсдам                  |      | [ 3 ]           |
| 3  | Львів                 | Будинок органної та камерної музики Костел святої Марії Магдалини                        | 60/III/P           | 1968             | Rieger-Kloss                       | Крнов                    | 3375 |                 |
| 4  | Київ                  | Національний будинок органної та камерної музики України Костел святого Миколая          | 55/III/P           | 1980             | Rieger-Kloss                       | Крнов                    | 3503 |                 |
| 5  | Київ                  | Музична академія ім. П. І. Чайковського                                                  | 53/III/P           | 1971             | W. Sauer                           | Франкфурт-на-Одері       |      |                 |
| 6  | Київ                  | Національна опера України                                                                | 50/IV/P            | 1987             | Rieger-Kloss                       | Крнов                    | 3592 |                 |
| 7  | Суми                  | Сумська філармонія                                                                       | 48/III/P           | +1986            | Rieger-Kloss                       | Крнов                    | 3568 |                 |
| 8  | Харків                | Харківська філармонія (Успенський собор)                                                 | 47/III/P           | 1984             | Rieger-Kloss                       | Крнов                    | 3554 |                 |
| 9  | Донецьк               | Донецька філармонія, зал ім. С. С. Прокоф'єва                                            | 46/III/P           | 1959/1978 2008   | Rieger-Kloss W. Sauer              | Крнов Франкфурт-на-Одері | 3256 | [ 4 ]           |
| 10 | Рівне                 | Зал органної та камерної музики Колишній. католицька церква св. Антонія                  | 45/III/P           | 1989             | Rieger-Kloss                       | Крнов                    | 3609 |                 |
| 11 | Київ                  | Католицький собор св. Олександра                                                         | 41/III/P           | 1960/2002        | M. Weise                           | Платтлінг                |      |                 |
| 12 | Луцьк                 | Католицький собор свв. апп. Петра і Павла                                                | 40/III/P           | 1953/1999        | H. Rohlfild, M. Kreienbrink        |                          |      |                 |
| 13 | Біла Церква           | Будинок органної та камерної музики Католицька церква св. Іоанна Хрестителя              | 40/III/P           | 1990             | Rieger-Kloss                       | Крнов                    | 3613 |                 |
| 14 | Луганськ              | Луганська філармонія                                                                     | 38/III/P           | 1984             | A. Schuke                          | Потсдам                  | 523  |                 |
| 15 | Чернівці              | Будинок органної та камерної музики Вірменська католицька церква свв. апп. Петра і Павла | 38/III/P           | 1992             | Rieger-Kloss                       | Крнов                    | 3616 |                 |
| 16 | Хмельницький          | Органний зал Хмельницької філармонії                                                     | 36/III/P           | 1991             | Rieger-Kloss                       | Крнов                    | 3628 |                 |
| 17 | Одеса                 | Одеський театр опери та балету                                                           | 35/III/P           | 1 971            | Rieger-Kloss                       | Крнов                    | 3389 | [ 6 ]           |
| 18 | Довбиш                | Католицька церква Фатімської Божої Матері                                                | 35/III/P           | 1965/2006        | Gebr. Späth Orgelbau               | Менген                   |      |                 |
| 19 | Ялта                  | Католицька церква Непорочного Зачаття                                                    | 34/III/P           | 1989             | Rieger-Kloss                       | Крнов                    | 3611 | [ 8 ]           |
| 20 | Ужгород               | Ужгородська філармонія Колишня Ужгородська синагога                                      | 31/III/P           | 1974             | Rieger-Kloss                       | Крнов                    | 3428 |                 |
| 21 | Вінниця               | Католицька церква Матері Божої Ангельської Монастир братів менших капуцинів              | 30/II/P            | 1984             | W. Sauer                           | Франкфурт-на-Одері       | 2165 | [ 7 ]           |
| 22 | Дніпро                | Дніпропетровський будинок органної і камерної музики                                     | 30/II/P            | +1985            | W. Sauer                           | Франкфурт-на-Одері       | 2181 |                 |
| 23 | Одеса                 | Католицький собор Успіння Пресвятої Діви Марії                                           | 28/II/P            | 1975             |                                    |                          |      | [ n 5 ] [ 10 ]  |
| 24 | Київ                  | Національна філармонія України                                                           | 28/II/P            | 1996             | Späth                              | Рюті                     |      |                 |
| 25 | Миколаїв              | Католицька церква св. Йосипа                                                             | 28/II/P            | 1964/2008        | Gebr. Stockmann                    | Верль                    |      |                 |
| 26 | Ялта                  | Музична школа ім. А. А. Спендиарова                                                      | 27/III/P           | 1 981            | У. Хромченко                       | Ялта                     |      |                 |
| 27 | Одеса                 | Лютеранська церква св. Павла                                                             | 27/II/P            | 1964/2010        | Steinmeyer & Co                    | Еттінген-ін-Байерн       |      |                 |
| 28 | Самбір                | Будинок органної та камерної музики Колишній. катол. церква Вознесіння Діви Марії        | 26/II/P            | 1987             | Hardo Kriisa                       | Раквере                  |      |                 |
| 29 | Летичів               | Католицька церква Успіння Діви Марії                                                     | 26/II/P            | 2008             | D. Biernacki, Mollin, J. Kukla     |                          |      |                 |
| 30 | Бердянськ             | Католицька церква Різдва Діви Марії                                                      | 25/II/P            | /2011            | Hindelang/J. Kukla                 |                          |      | [ 11 ]          |
| 31 | Івано-Франківськ      | Католицька церква Христа Царя                                                            | 24/II/P            | 1939/1999        | Fa. L. Verschueren                 | Нідерланди               | 110  |                 |
| 32 | Житомир               | Католицька церква св. Яна                                                                | 24/II/P            | 1971/2010        | Stockmann                          |                          |      |                 |
| 33 | Львів                 | Латинська катедра                                                                        | 25/II/P '23/II/P ' | 1839 кін. XIX в. | Роман Духенський Ян Сливинський    |                          |      |                 |
| 34 | Мурафа                | Католицька церква Непорочного Зачаття                                                    | 21/II/P            | Ок. 1870         | J. Hesse                           |                          |      | [ 7 ]           |
| 35 | Київ                  | Музична академія ім. П. І. Чайковського                                                  | 21/II/P            | 1970             | W. Sauer                           | Франкфурт-на-Одері       |      |                 |
| 36 | Одеса                 | Музична академія ім. А. В. Нежданової                                                    | 21/II/P            | 1970             | W. Sauer                           | Франкфурт-на-Одері       |      |                 |
| 37 | Кам'янець-Подільський | Католицький собор свв. апп. Петра і Павла                                                | 20/II/P            | +1857            | Carl Hesse                         | Маріагільф               |      |                 |
| 38 | Черкаси               | Музичне училище ім. С. С. Гулака-Артемовського                                           | 18/III/P           | 1929/2001        | E. F. Walcker                      | Людвігсбург              |      |                 |
| 39 | Ковель                | Католицька церква Успіння Діви Марії                                                     | 18/II/P            | ?/1997           | Ludwig Rohlfing                    |                          |      |                 |
| 40 | Ужгород               | Католицька церква св. Георгія                                                            | 17/II/P            | 1901             | Rieger Testverek                   | Ягерндорф                | 882  |                 |
| 41 | Полонне               | Католицька церква св. Анни                                                               | 17/II/P            | ?/1991           | Ян Сливинський                     |                          |      |                 |
| 42 | Львів                 | Католицька церква св. Антонія                                                            | 17/II/P            | 1929             | Станіслав Круковський і син        | Пйотркув-Трибунальський  |      |                 |
| 43 | Київ                  | Лютеранська церква св. Катерини                                                          | 17/II/P            | 1968/2000        | Alfred Führer                      |                          |      |                 |
| 44 | Дунаївці              | Католицька церква св. Михайла Архангела                                                  | 17/II/P            | 1994             | Rieger-Kloss                       | Крнов                    | 3670 |                 |
| 45 | Мукачево              | Католицький собор св. Мартіна                                                            | 16/II/P            | 1913             | Otto Rieger                        | Будапешт                 | 1866 |                 |
| 46 | Хмільник              | Католицька церква Усікновення глави Іоанна Предтечі                                      | 16/II/P            | 1 929            | Wacław Biernacki                   | Варшава                  |      | [ 7 ]           |
| 47 | Стрий                 | Католицька церква Різдва Діви Марії                                                      | 16/II/P            |                  | Gebrüder Rieger                    |                          |      |                 |
| 48 | Самбір                | Католицька церква св. Іоанна Хрестителя                                                  | 15/II/P            | 1888             | Ян Сливинський                     | Лемберг                  |      |                 |
| 49 | Запоріжжі             | Новоапостольська церква                                                                  | 14/II/P            | 2002             | SAOB                               | ПАР                      |      |                 |
| 50 | Золочів               | Католицька церква Успіння Діви Марії                                                     | 13/II/P            | 1906             | Невідома                           |                          |      |                 |
| 51 | Київ                  | Новоапостольська церква                                                                  | 13/II/P            | 2000             |                                    |                          |      |                 |
| 52 | Мостиська             | Католицька церква св. Іоанна Хрестителя                                                  | 13/I/P             | 1883 поч. XX в.  | Ф-ка Жебровських Ян Сливинський    |                          |      |                 |
| 53 | Чернівці              | Католицька базиліка Воздвиження Хреста                                                   | 12/II/P            | 1903 (?)         | Gebrüder Rieger                    |                          | 353  |                 |
| 54 | Ківерці               | Католицька церква Пресвятого Серця Ісуса                                                 | 12/II/P            | 1929/2012        | Wacław Biernacki                   | Варшава                  |      |                 |
| 55 | Дубище                | Католицька церква Всіх Святих                                                            | 11/II/P            | 1960/2007        | Herbert Kruse                      | Лоні                     |      |                 |
| 56 | Ворзель               | Католицька церква св. Іоанна Павла II                                                    | 11/II/P            | 1967/2016        | Walcker                            | Людвігсбург              |      |                 |
| 57 | Львів                 | Домініканський собор                                                                     | 11/I/P             | 1911             | Мечислав Янішевський Віталій пивні |                          |      |                 |
| 58 | Пробіжна              | Католицька церква Успіння Діви Марії                                                     | 11/I/P             |                  |                                    |                          |      |                 |
| 59 | Ужгород               | Реформатська церква                                                                      | 10/I/P             | 1850             | Angster József és fia              | Печ                      | 882  |                 |
| 60 | Бар                   | Католицька церква св. Анни                                                               | 10/I/P             |                  | Невідома                           |                          |      |                 |
| 61 | Підлісний Мукарів     | Католицька церква св. Йосипа Обручника                                                   | 10/I/P             | ?/2007           | ?/Rieger-Kloss                     |                          |      |                 |
| 62 | Донецьк               | Католицька церква Христа Царя                                                            | 9/I/P              |                  |                                    |                          |      | [ 11 ]          |
| 63 | Добромиль             | Католицька церква Преображення Господнього                                               | 8/I/P              | XIX в.           | М. Свойковській                    | Пшемисль                 |      |                 |
| 64 | Харків                | Православний Успенський собор                                                            | 8/I/P              | 1904/2009        | Rieger                             | Ягерндорф                | 1120 |                 |
| 65 | Кременець             | Католицька церква св. Станіслава                                                         | 8/I/P              |                  | Fostromecki                        |                          |      |                 |
| 66 | Пнікут                | Католицька церква св. Миколая                                                            | 7/I                |                  |                                    |                          |      |                 |
| 67 | Луцьк                 | Католицький собор свв. апп. Петра і Павла                                                | 6/II/P             | 1974/2007        | Bosch                              |                          | 662  |                 |
| 68 | Ялта                  | Вірменська церква св. Рипсиме                                                            | 6/I/P              | 1996             | У. Хромченко                       | Ялта                     |      |                 |
| 69 | Дніпро                | Лютеранська церква св. Катерини                                                          | 6/I/P              | 2010             | Alfred Führer                      |                          |      |                 |
| 70 | Борщів                | Католицька церква св. Трійці                                                             | 6/I/P              |                  |                                    |                          |      |                 |
| 71 | Любомль               | Католицька церква св. Трійці                                                             | 6/I                | ?/2015           | E. F. Walcker                      | Людвігсбург              |      |                 |
| 72 | Берегово              | Католицька церква Воздвиження Хреста                                                     |                    | 1899             | Rieger                             | Будапешт                 | 718  |                 |

## Виноски
1. 1 2 3 4  з 2014 — окуповано РФ
2. ↑  З урахуванням трансмісійних - 69 регістрів[2].
3. ↑  С учётом трансмиссионных — 82 регистра[2].
4. ↑  Знищений під час пожежі 3 вересня 2021
5. ↑  Орган перенесений з Білостока і встановлений в 2019 році.[9]